# Quinn Sullivan (calciatore 2004)
Quinn Sullivan (Filadelfia, 27 marzo 2004) è un calciatore statunitense con cittadinanza tedesca, centrocampista del Philadelphia Union e della nazionale Under-20 statunitense.

## Biografia
Proviene da una famiglia di sportivi; il padre, Larry Sullivan, è stato un calciatore professionista per cinque anni giocando per diversi club, la madre ha giocato nella NCAA. Ha un cugino, Chris Albright, anch'egli ex calciatore. Il nonno, Larry Sullivan, è stato per 17 anni l'allenatore dei Villanova Wildcats, squadra dell'Università di Villanova, facente parte della NCAA.
La madre è di origini tedesche e bengalesi e, grazie alle prime, possiede il passaporto tedesco.

## Carriera

### Club

#### Philadelphia Union
Cresciuto nel settore giovanile degli Union, esordisce con il Philadelphia Union II in USL Championship il 18 luglio 2020 contro il Pittsburgh Riverhounds, subentrando a partita in corso. Il 12 novembre firma il contratto per la prima squadra, entrando a far parte della rosa per la stagione successiva.
L'8 aprile 2021 esordisce con gli Union in Champions League giocando l'ultimo minuto del match vinto contro il Saprissa, valevole per l'andata degli ottavi di finale. Il 26 giugno gioca da titolare la prima partita in MLS realizzando la prima rete da professionista con un notevole gesto tecnico, esibendosi in una mezza rovesciata direttamente da calcio d'angolo. Nel marzo 2025 diventa il primo giocatore nato a Filadelfia a raggiungere 100 presenze nella storia del club.

### Nazionale
Il 10 maggio 2023, viene incluso da Mikey Varas nella rosa della nazionale Under-20 statunitense partecipante al Mondiale di categoria in Argentina.
Nel maggio 2025, in vista delle amichevoli di giugno, viene convocato per la prima volta dal CT Mauricio Pochettino in nazionale maggiore, con cui ha esordito il 7 giugno del medesimo anno nell'amichevole persa contro la Turchia (1-2).

## Statistiche

### Presenze e reti nei club
Statistiche aggiornate al 19 dicembre 2021.
| Stagione        | Squadra               | Campionato      | Campionato | Campionato | Coppe nazionali | Coppe nazionali | Coppe nazionali | Coppe continentali | Coppe continentali | Coppe continentali | Altre coppe | Altre coppe | Altre coppe | Totale | Totale | Totale |
| Stagione        | Squadra               | Comp            | Pres       | Reti       | Comp            | Pres            | Reti            | Comp               | Pres               | Reti               | Comp        | Pres        | Reti        | Pres   | Reti   |        |
| --------------- | --------------------- | --------------- | ---------- | ---------- | --------------- | --------------- | --------------- | ------------------ | ------------------ | ------------------ | ----------- | ----------- | ----------- | ------ | ------ | ------ |
| 2020            | Philadelphia Union II | USLC            | 9          | 0          |                 | -               | -               |                    | -                  | -                  |             | -           | -           | 9      | 0      |        |
| 2021            | Philadelphia Union    | MLS             | 21         | 2          |                 | -               | -               | CCL                | 3                  | 0                  |             | -           | -           | 24     | 2      |        |
| Totale carriera | Totale carriera       | Totale carriera | 30         | 2          |                 | 0               | 0               |                    | 3                  | 0                  |             | -           | -           | 33     | 2      |        |

### Cronologia presenze e reti in nazionale
| Cronologia completa delle presenze e delle reti in nazionale ― Stati Uniti | Cronologia completa delle presenze e delle reti in nazionale ― Stati Uniti | Cronologia completa delle presenze e delle reti in nazionale ― Stati Uniti | Cronologia completa delle presenze e delle reti in nazionale ― Stati Uniti | Cronologia completa delle presenze e delle reti in nazionale ― Stati Uniti | Cronologia completa delle presenze e delle reti in nazionale ― Stati Uniti | Cronologia completa delle presenze e delle reti in nazionale ― Stati Uniti | Cronologia completa delle presenze e delle reti in nazionale ― Stati Uniti |
| Data                                                                       | Città                                                                      | In casa                                                                    | Risultato                                                                  | Ospiti                                                                     | Competizione                                                               | Reti                                                                       | Note                                                                       |
| -------------------------------------------------------------------------- | -------------------------------------------------------------------------- | -------------------------------------------------------------------------- | -------------------------------------------------------------------------- | -------------------------------------------------------------------------- | -------------------------------------------------------------------------- | -------------------------------------------------------------------------- | -------------------------------------------------------------------------- |
| 7-6-2025                                                                   | East Hartford                                                              | Stati Uniti                                                                | 1 – 2                                                                      | Turchia                                                                    | Amichevole                                                                 | -                                                                          | 65’                                                                        |
| 10-6-2025                                                                  | Nashville                                                                  | Stati Uniti                                                                | 0 – 4                                                                      | Svizzera                                                                   | Amichevole                                                                 | -                                                                          | 41’ 46’                                                                    |
| 22-6-2025                                                                  | Arlington                                                                  | Stati Uniti                                                                | 2 – 1                                                                      | Haiti                                                                      | Gold Cup 2025 - 1° turno                                                   | -                                                                          | 70’                                                                        |
| Totale                                                                     |                                                                            | Presenze                                                                   | 3                                                                          |                                                                            | Reti                                                                       | 0                                                                          |                                                                            |

## Palmarès

### Nazionale

#### Nazionali giovanili
- Campionato nordamericano di calcio Under-20: 1

Honduras 2022

### Individuale
- CONCACAF Under-20 Best XI: 1

Honduras 2022